# Конан ап Алонор
Конан ап Алонор (валл. Conan ap Alonor; умер около 937 года) — король Керниу (926—937). Известен исключительно по родословной из «Книги Баглана» (XVII век).

## Биография
Корнуолл длительное время успешно отстаивал независимость, и только в 925 году корнцы были выселены из Каэр-Уиска (Эксетера) королем Этельстаном, который подчинив Корнуолл, определил границу Корнуолла с Англией по реке Тамар. В 927 году правитель Керниу присягнул на верность королю Англии Этельстану; его потомки стали вассалами Англии и носили титул графов Корнуолла. Около 931 года Этельстан в Экстере принял присягу от корнуолльских правителей и установил границу между своими и их владениями.